# از گرگ‌ومیش تا سحر ۲: دیه تگزاس
از گرگ‌ومیش تا سحر ۲: دیه تگزاس (انگلیسی: From Dusk Till Dawn 2: Texas Blood Money) فیلمی در ژانر ترسناک و اکشن به کارگردانی اسکات اسپیگل است که در سال ۱۹۹۹ منتشر شد.

## خلاصه داستان
پنج مجرم دست به یکی می‌کنند تا یکی از بانکهای مکزیک را غارت کنند. یکی از آنها در مسیر رسیدن به نقطه‌ای که قرار گذاشته بوند، دچار حادثه می‌شود و…

## بازیگران
- رابرت پاتریک
- بو هاپکینز
- دوین ویتاکر
- موس واتسون
- دنی ترخو
- ریموند کروز
- تیفانی تیسون
- بروس کمپبل
- جیمز پارکس
- اسکات اسپیگل